# 8812 Kravtsov
8812 Kravtsov (1982 UY6) là một tiểu hành tinh vành đai chính được phát hiện ngày 20 tháng 10 năm 1982 bởi L. G. Karachkina ở Đài vật lý thiên văn Crimean.